# Hospital militar de Rawalpindi
El Hospital militar de Rawalpindi es el hospital más grande de las Fuerzas Armadas de Pakistán, siendo el único en el Ejército de Pakistán, con una certificación ISO, con sede en la ciudad de Rawalpindi. Antes de la independencia, en 1947 fue llamado el hospital militar indio de Rawalpindi.
El hospital, fundado en 1857, cuenta con 1200 camas para el tratamiento de pacientes. El hospital cuenta con tres unidades médicas, departamentos de cirugía, medicina familiar, dermatología, pediatría, ginecología y obstetricia, y el departamento de unidades de cuidados intensivos. La tasa de ocupación de camas es de alrededor del 95 por ciento.